# Bajka o zmarnowanym czasie
Bajka o zmarnowanym czasie (org. Сказка о потерянном времени) – radziecki film fabularny (baśń) z 1964 roku w reżyserii Aleksandra Ptuszko. Scenariusz napisał Władimir Lifszic.

## Obsada aktorska
- Oleg Anofrijew jako Pietia Zubow
- Liudmila Szagałowa jako Marusia Morozowa
- Rina Zielona jako Nadia
- Sawielij Kramarow jako Wasia
- Siergiej Martinson jako Prokofij Prokofjewicz
- Gieorgij Wicyn jako Andriej Andriejewicz
- Irina Murzajewa jako Anna Iwanowna
- Wałentina Tiełegina jako Awdotja Pawlowna

## Wersja polska
- Reżyseria: Zofia Dybowska-Aleksandrowicz

W wersji polskiej udział wzięli:
- Andrzej Gawroński – Stary Pietia
- Zofia Raciborska – Mały Pietia
- Adam Mularczyk – Stary Prokofij
- K. Królikiewicz – Stary Andrejewicz
- Krystyna Borowicz – Stara Pietrowna
- Jerzy Molga – Stary Wasia
- Maria Kaniewska – Stara Marysia
- Irena Kwiatkowska – Stara Nadia